# Kuklov
Kuklov es un municipio del distrito de Senica en la región de Trnava, Eslovaquia, con una población estimada a final del año 2024 de 753 habitantes.
Se encuentra ubicado al norte de la región, en los pequeños Cárpatos y cerca del río Váh (cuenca hidrográfica del Danubio) y de la frontera con la República Checa.

## Demografía
| Año        | 1994 | 2004    | 2014    | 2024    |
| ---------- | ---- | ------- | ------- | ------- |
| Población  | 755  | 790     | 795     | 753     |
| Diferencia |      | +4,63 % | +0,63 % | −5,28 % |

| Año        | 2023 | 2024    |
| ---------- | ---- | ------- |
| Población  | 766  | 753     |
| Diferencia |      | −1,69 % |